# Stockton (Califòrnia)
Stockton és una ciutat ubicada al Comtat de San Joaquín a l'estat de Califòrnia, Estats Units d'Amèrica, de 290.409 habitants i amb una densitat de 1.900 per km² aproximadament. Stockton és la 13a ciutat més poblada de Califòrnia, la 63a del país i la que té major superfície de la Vall Central de Califòrnia.

## Ciutats agermanades
- Shizuoka, Japó
- Iloilo, Filipines
- Empalme, Mèxic
- Foshan, Xina
- Parma, Itàlia
- Battambang, Cambodja
- Asaba, Nigèria